# Seznam poslanců Poslanecké sněmovny Říšské rady (1879–1885)
Toto je seznam poslanců Poslanecké sněmovny Říšské rady ve volebním období 1879–1885. Zahrnuje všechny členy Poslanecké sněmovny předlitavské (rakouské) Říšské rady v VI. funkčním období od voleb do Říšské rady roku 1879 až do voleb do Říšské rady roku 1885. Celé funkční období zahrnovalo jedno zasedání sněmovny (IX. zasedání), které trvalo od 7. října 1879 do 23. dubna 1885.

## Vedení sněmovny

### Předseda a místopředsedové
Schůzi nejprve předsedal nejstarší člen sněmovny Nicola Negrelli, který tuto funkci zastával od první schůze 7. října 1879 do 14. října 1879. Pak proběhla volba řádného vedení. Předsedou sněmovny se stal Franz Coronini-Cronberg, který získal 338 z 341 odevzdaných hlasů (tři hlasovací lístky byly prázdné). Prvním místopředsedou se stal poslanec z Haliče Franciszek Jan Smolka, když se ziskem 180 hlasů porazil protikandidáta Franze Kliera z Čech, jenž dosáhl 156 hlasů (3 lístky byly opět prázdné). V následující volbě druhého místopředsedy vyhrál štýrský poslanec Hermann Gödel-Lannoy se 174 hlasy, přičemž Klier opět neuspěl, když obdržel 154 hlasů. Tři hlasy získal Francesco Vidulich z Istrie, čtyři hlasovací lístky byly prázdné.
Poté, co předseda Coronini dopisem z 11. března 1881 složil mandát poslance, došlo k nové volbě předsedy. Stal se jím se 184 hlasy dosavadní místopředseda Franciszek Jan Smolka. Protikandidát Karl Rechbauer ze Štýrska získal 146 hlasů, 9 lístků bylo prázdných. Na uprázdněný post místopředsedy usedl 15. března 1881 český šlechtic Ferdinand Lobkowicz se ziskem 161 hlasů proti 149 hlasům neúspěšného protikandidáta, Johanna Demela von Elswehr ze Slezska. 6 hlasů bylo prázdných, 5 poslanců hlasovalo pro jiné kandidáty.

### Zapisovatel
Na postu zapisovatele figurovali na zahajovací schůzi sněmovny 7. října 1879 poslanci Josef Fanderlík, Ernst Bareuther, Josef Schneid von Treuenfeld a Gajo Bulat. Na 2. schůzi 14. října 1879 pak proběhla volba řádného zapisovatele. Zvoleni byli Jaromír Čelakovský (Čechy), Julian Czerkawski (Halič), Wojciech Dzieduszycki (Halič),  Oskar Falke (Štýrsko), Viktor Fuchs (Salcbursko), Friedrich Nitsche (Čechy), Josip Poklukar (Kraňsko), Eduard Raab (Štýrsko), Heinrich Reschauer (Čechy), Anton Stöhr (Čechy), Benno Taufferer (Kraňsko) a Franz Thun und Hohenstein (Čechy).
V obsazení této funkce docházelo později k četným změnám kvůli rezignacím na post zapisovatele nebo i poslance jako takového. Již 28. října 1879 nastoupil mezi zapisovatele Ferdinand Kotz von Dobrz poté, co rezignoval Anton Stöhr. 14. listopadu 1879 se zapisovatelem stal Josef Schneid von Treuenfeld místo rezignovavšího Josipa Poklukara. 18. listopadu nahradili Čeněk Hevera a Anton Meißler na pozici zapisovatelů poslance Čelakovského a Falkeho. 10. prosince 1881 byl za poslance Schneideho zapisovatelem zvolen Luigi Hippoliti. 14. prosince 1881 rezignoval zapisovatel Reschauer, ale již následujícího dne byl do ní opětovně zvolen. 24. ledna 1882 se zapisovatelem stal Bedřich Karel Kinský, jenž nahradil Franze Thuna-Hohensteina. 8. května 1882 nahradil Jan Spławiński Wojciecha Dzieduszyckého. Po smrti poslance Kotze von Dobrz a rezignaci Karla Kinského se dalšími dvěma novými zapisovateli stali 6. prosince 1882 Theodor Dobler a Ferdinand Lobkowicz. 8. února 1884 vystřídal Lobkowicze Jan Dobřenský. Poslední změnou byla volba Wilhelma Neubera a Augusta Starzeńského na místo rezignovavších Reschauera a Czerkawského.

### Pořadatel
Funkci pořadatele zastával po celé funkční období Josef Fanderlík (Morava) a Nikolaus Dumba (Dolní Rakousy). Zvoleni byli na 2. schůzi 14. října 1879.

### Oddělení
Poslanci byli rozdělení do devítí oddělení, každé zhruba po 40 poslancích. Každé oddělení si volilo svého předsedu, místopředsedu a dva zapisovatele. Funkci předsedů oddělení zastávali Jiří Kristián Lobkowicz z Čech (I. oddělení), Eduard Herbst z Čech (II. oddělení), Anton von Banhans z Čech (III. oddělení), Franciszek Jan Smolka z Haliče (IV. oddělení), Kajetan Posselt z Čech (V. oddělení), Karl Sigmund von Hohenwart z Kraňska (VI. oddělení), Karl Wolfrum z Čech (VII. oddělení), Christian d’Elvert z Moravy (VIII. oddělení) a Francesco Vidulich z Istrie (IX. oddělení).

## Poslanecké kluby

### Rozložení klubů po volbách
K říjnu 1879 se v Poslanecké sněmovně Říšské rady uvádí pět poslaneckých klubů:
- Ústavověrné síly
  - Klub sjednocené Pokrokové strany (Club der vereinigten Fortschrittspartei), tzv. mladoněmci, 54 členů
  - Klub liberálů (Club der Liberalen), tzv. staroněmci, 94 členů
- Konzervativní a federalistické síly
  - Klub Strany práva (Club der Rechtspartei), tzv. Hohenwartův klub, 57 členů
  - Český klub, 54 členů
  - Polský klub, 57 členů
- + 37 nezařazených (divokých) poslanců

### Pozdější změny v rozložení klubů
- V listopadu 1881 se od Hohenwartova klubu odtrhl Liechtensteinův klub (Liechtenstein-Club), oficiálně Klub středu (Centrumsclub) s 22 členy.[7]

- V listopadu 1881 také vznikl poslanecký Klub sjednocené levice (Vereinigte Linke), do kterého se sloučily dva dosavadní ústavověrné kluby (Klub liberálů a Klub sjednocené Pokrokové strany).[8] K 21. listopadu 1881 se uvádí, že má 110 členů,[9] k 26. listopadu 1881 již 138 členů.[10]

- V prosinci 1882 vznikl nový Coroniniho klub (Coronini-Club, oficiálně Klub liberálního středu),[11] do kterého vstoupili někteří dosud nezařazení poslanci.[12][13] V prosinci 1882 se k němu hlásilo 16 poslanců.[14]

## Seznam poslanců
| Jméno                             | Země   | Kurie  | Volební obvod                                               | Klub/ Strana                                                                  | Poznámka |
| --------------------------------- | ------ | ------ | ----------------------------------------------------------- | ----------------------------------------------------------------------------- | --- |
| Abrahamowicz Dawid                | HA     | VO     | Lvov, Grodek, Jaworow atd.                                  |                                                                               | Slib slož. 26. 3. 1881.                                                                                                |
| Adámek Karel                      | ČE     | VO     | Rychnov, Žamberk atd.                                       | Český klub (mladoč.)                                                          | |
| Adámek Karel (advokát)            | ČE     | VO     | Příbram, Hořovice atd.                                      | Český klub (staroč.)                                                          | Rezign. oznám. na schůzi 30. 11. 1880.                                                                                 |
| Alesani Hieronymus von            | BU     | VS     | I. volič. sbor                                              | ústavověr.                                                                    | [ 21 ] |
| Alter von Waltrecht Rudolf        | ČE     | M      | Praha (Malá Strana)                                         | ústavověr. (Klub liberálů, od 1881 Sjedn. levice)                             | |
| Attems Franz                      | ŠT     | VS     |                                                             |                                                                               | Slib slož. 15. 1. 1883.                                                                                                |
| Auspitz Rudolf                    | MO     | M      | Mikulov, Hustopeče                                          | ústavověr. (Klub liberálů, od 1881 Sjedn. levice)                             | |
| Badenfeld Franz Carl              | MO     | VS     |                                                             |                                                                               | Rezign. po volbě na schůzi 4. 12. 1883, neslož. slib.                                                                  |
| Bärnfeind Anton                   | ŠT     | VO     | Judenburg atd.                                              | konzervativec (Hohenwartův klub) Liechtensteinův klub                         | |
| Banhans Anton                     | ČE     | M      | Žatec, Postoloprty atd.                                     | ústavověr. (Klub liberálů, od 1881 Sjedn. levice)                             | |
| Barbo-Waxenstein Jožef Emanuel    | KR     | VO     | Kočevje, Trebnje, Radeče atd.                               | konzervativec (Hohenwartův klub)                                              | Zemřel 1879. |
| Bareuther Ernst                   | ČE     | M      | Cheb, Frant. Lázně atd.                                     | ústavověr. (Klub pokrok. str., od 1881 Sjedn. levice)                         | |
| Bartmański Oswald                 | HA     | VS     |                                                             | Polský klub                                                                   | Rezign. oznám. na schůzi 4. 12. 1884.                                                                                  |
| Bartoszewski Karol                | HA     | M      | Rzeszow, Jarosław                                           |                                                                               | Slib slož. 4. 12. 1884.                                                                                                |
| Baum von Appelshofen Józef        | HA     | VO     | Wadowice, Myslenice atd.                                    | Polský klub                                                                   | Zemřel 11. 3. 1883. |
| Beer Adolf                        | MO     | M      | Šternberk, Uničov atd.                                      | ústavověr. (Klub liberálů, od 1881 Sjedn. levice)                             | |
| Beeß Georg                        | SL     | VS     |                                                             | ústavověr. (Klub liberálů, od 1881 Sjedn. levice)                             | |
| Belcredi Egbert                   | MO     | VS     |                                                             | Český klub (státopráv. konzervativec)                                         | |
| Benoé Atanazy                     | HA     | VS     |                                                             |                                                                               | Slib slož. 14. 3. 1882.                                                                                                |
| Berchtold Zikmund                 | MO     | VS     |                                                             | konzervativec                                                                 | |
| Bertolini di Monteplaneta Carlo   | TY     | M /OŽK | Rovredo, Mori, Arco atd./Roveredo                           | ústavověr., od 1882 Coroniniho klub                                           | |
| Biliński Leon                     | HA     | M      | Stanislavov, Tysmenicja atd.                                |                                                                               | Slib slož. 7. 4. 1883.                                                                                                 |
| Blaschka Johann                   | ČE     | M      | Jablonec, Hodkovice n. Mohelkou atd.                        | Sjedn. levice                                                                 | Slib slož. 4. 12. 1883.                                                                                                |
| Bloch Josef Samuel                | HA     | M      | Kolomyja, Sňatyn, Bučač                                     |                                                                               | Slib slož. 4. 12. 1884.                                                                                                |
| Bodyński Maksymilian              | HA     | OŽK    | Lvov                                                        | Polský klub                                                                   | Rezign. oznám. na schůzi 15. 4. 1880.                                                                                  |
| Bohaty Adolf                      | ČE     | OŽK    | Liberec                                                     | Sjedn. levice                                                                 | Slib slož. 4. 12. 1883.                                                                                                |
| Borelli Vranski Manfred           | DA     | NZ     |                                                             | (Hohenwartův klub)                                                            | |
| Bossi-Fedrigotti Wilhelm          | TY     | VS     | II. volič. sbor                                             | ústavověr. (od 1881 Sjedn. levice)                                            | Slib slož. 23. 11. 1881.                                                                                               |
| Brandis Heinrich                  | HR     | VO     | Freistadt, Perg atd.                                        | konzervativec (Hohenwartův klub) Liechtensteinův klub                         | |
| Brauner František August          | ČE     | VO     | Plzeň, Kralovice atd.                                       | Český klub (staroč.)                                                          | Zemřel 29. 6. 1880. |
| Brenner-Felsach Josef             | DR     | VS     |                                                             | Sjedn. levice                                                                 | Slib slož. 4. 12. 1883.                                                                                                |
| Brestel Rudolf                    | DR     | M      | Vídeň, I. okres                                             | ústavověr. (Klub liberálů)                                                    | Zemřel 3. 3. 1881. |
| Budig Johann                      | MO     | M      | Mor. Třebová, Svitavy, Úsov atd.                            | ústavověr. (Klub pokrok. str., od 1881 Sjedn. levice)                         | |
| Bulat Gajo                        | DA     | VO     | Split, Hvar, Viš                                            | chorv. národní (Hohenwartův klub)                                             | |
| Burgstaller-Bidischini Giuseppe   | TE     | M      | II. a III. volič. sbor                                      | Coroniniho klub                                                               | Slib slož. 10. 2. 1882.                                                                                                |
| Carneri Bartholomäus              | ŠT     | VS     |                                                             | ústavověr. (Klub liberálů, od 1881 Sjedn. levice)                             | |
| Ciani Giovanni                    | TY     | M      | Trento, Cles, Fonde atd.                                    | ústavověr., od 1882 Coroniniho klub                                           | Slib slož. 9. 10. 1879.                                                                                                |
| Clam-Martinic Jindřich J.         | ČE     | VS     |                                                             | Český klub (státopráv. konzervativec)                                         | |
| Clam-Martinic Richard             | ČE     | VS     |                                                             | Český klub (státopráv. konzervativec)                                         | |
| Claudi Eduard                     | ČE     | M      | Budějovice                                                  | ústavověr. (Klub liberálů, od 1881 Sjedn. levice)                             | |
| Consolati Pietro                  | TY     | VS     | II. volič. sbor                                             | ústavověr. (Klub liberálů)                                                    | Rezign. oznám. na schůzi 14. 11. 1881.                                                                                 |
| Coronini-Cronberg Franz           | GG     | M /OŽK | Gorice, Cormòns, Gradiška atd./Gorice                       | ústavověr., od 1882 Coroniniho klub                                           | Rezign. dopisem 11. 3. 1881, 14. 11. 1881 opět složil slib.                                                            |
| Croy Alexander                    | DR     | VS     |                                                             | konzervativec (Hohenwartův klub) Liechtensteinův klub                         | |
| Czajkowski Alfons                 | HA     | VS     |                                                             | Polský klub                                                                   | |
| Czartoryski Jerzy Konstanty       | HA     | VS     |                                                             | Polský klub                                                                   | Zvolen ve dvou obvodech najednou.                                                                                      |
| Czedik von Bründelsberg Alois     | DR     | M      | Korneuburg, Stockerau, Zistersdorf atd.                     | ústavověr. (Klub liberálů, od 1881 Sjedn. levice)                             | |
| Czerkawski Euzebiusz              | HA     | M      | Tarnopol, Berežany                                          | Polský klub                                                                   | |
| Czerkawski Julian                 | HA     | VS     |                                                             | Polský klub                                                                   | |
| Czernin Eugen                     | ČE     | VS     |                                                             | Český klub                                                                    | Slib slož. 5. 12. 1882.                                                                                                |
| Čapek František                   | ČE     | VO     | Jičín, N. Paka atd.                                         |                                                                               | Slib slož. 15. 2. 1882, rezign. oznám. na sch. 5. 12. 1882.                                                            |
| Čelakovský Jaromír                | ČE     | VO     | Čáslav, Kutná Hora atd.                                     | Český klub(mladoč.)                                                           | |
| Dehne August                      | HR     | VS     |                                                             | ústavověr. (Klub pokrok. str.)                                                | Mandát odepřen na schůzi 10. 5. 1880.                                                                                  |
| Demel von Elswehr Johann          | SL     | M      | Těšín, Frýdek, Fryštát atd.                                 | ústavověr. (od 1881 Sjedn. levice)                                            | |
| Deym František ze Stříteže        | ČE     | VS     |                                                             | Český klub (státopráv. konzervativec)                                         | |
| Di Pauli Josef                    | TY     | M      | Brixen, Sterzing, Klausen atd.                              | konzervativec (Hohenwartův klub) Liechtensteinův klub                         | Slib slož. 9. 10. 1879.                                                                                                |
| Dobler Theodor                    | DR     | M      | Krems, Stein, Zwettl atd.                                   | ústavověr. (Klub pokrok. str., od 1881 Sjedn. levice)                         | |
| Doblhamer Gregor                  | HR     | VO     | Ried, Braunau atd.                                          | konzervativec (Hohenwartův klub) Liechtensteinův klub                         | |
| Doblhoff-Dier Heinrich            | DR     | VS     |                                                             | ústavověr. (Klub liberálů, od 1881 Sjedn. levice)                             | |
| Dobřenský Jan                     | ČE     | VS     |                                                             |                                                                               | Slib slož. 22. 1. 1884.                                                                                                |
| Dormitzer Maximilian              | ČE     | OŽK    | Praha                                                       | ústavověr. (Klub liberálů)                                                    | Rezign. oznám. na schůzi 30. 11. 1880.                                                                                 |
| Dostál Karel                      | ČE     | M      | Tábor, Pacov atd.                                           | Český klub                                                                    | Slib slož. 5. 12. 1882.                                                                                                |
| Dressler Friedrich                | ČE     | VS     |                                                             |                                                                               | Slib slož. 22. 1. 1884.                                                                                                |
| Dubsky Adolf                      | MO     | VS     |                                                             | ústavověr., od 1882 Coroniniho klub                                           | |
| Duchatsch Ferdinand               | ŠT     | M      | Maribor, Slov. Bistrica, Slov. Gradec atd.                  | ústavověr.                                                                    | Rezign. oznám. na schůzi 30. 11. 1880.                                                                                 |
| Dumba Nikolaus                    | DR     | VO     | Neustadt, Baden, Neukirchen atd.                            | ústavověr. (Klub liberálů, od 1881 Sjedn. levice)                             | |
| Dunajewski Julian                 | HA     | M      | Biała, Nowy Sącz, Wieliczka                                 | Polský klub                                                                   | [ 31 ] |
| Dürich Josef                      | ČE     | VO     | Ml. Boleslav, Nymburk atd.                                  |                                                                               | Slib slož. 4. 12. 1884.                                                                                                |
| Dürckheim-Montmartin F. Eckbrecht | HR     | VS     |                                                             | konzervativec                                                                 | Slib slož. 10. 5. 1880.                                                                                                |
| Dworski Aleksander                | HA     | M      | Přemyšl, Grodek atd.                                        | Polský klub                                                                   | Rezign. oznám. na schůzi 10. 5. 1880.                                                                                  |
| Dzieduszycki Wojciech             | HA     | VS     |                                                             | Polský klub                                                                   | |
| Dzwonkowski Edward                | HA     | VS     |                                                             | Polský klub                                                                   | |
| Edlbacher Max                     | HR     | M      | Linec, Urfahr, Ottensheim, Gallneukirchen                   | ústavověr. (Klub pokrok. str., od 1881 Sjedn. levice)                         | Rezign. oznám. na schůzi 5. 12. 1882.                                                                                  |
| Edlmann Ernst                     | KO     | VO     | Klagenfurt, Völkermarkt atd.                                | ústavověr. (Klub liberálů)                                                    | Rezignoval r. 1880. |
| Ehrlich von Treuenstätt Ludwig    | ČE     | M      | Liberec                                                     | ústavověr. (od 1881 Sjedn. levice)                                            | Slib slož. 30. 11. 1880.                                                                                               |
| d’Elvert Christian                | MO     | M      | Brno                                                        | ústavověr. (Klub liberálů, Sjedn. levice)                                     | Rezignace oznámena 5. 12. 1882.                                                                                        |
| Exner Wilhelm                     | DR     | VO     | Hernals, Ottakring, Währing, Klosterneuburg                 | ústavověr.                                                                    | Slib slož. 5. 5. 1882.                                                                                                 |
| Falke Oskar                       | ŠT     | M      | Hartberg, Feldbach, Fürstenfeld, Weiz, Gleisdorf atd.       | ústavověr. (Klub pokrok. str., od 1881 Sjedn. levice)                         | Zemřel 10. 3. 1883. |
| Falkenhayn Julius                 | HR     | M      | Wels, Efferding, Vöcklabruck, Gmunden, Ischl atd.           | konzervativec                                                                 | [ 36 ] |
| Fanderlík Josef                   | MO     | M      | N. Město, Bystřice, Jaroměřice atd.                         | Český klub                                                                    | |
| Fedorovyč Volodyslav              | HA     | VO     | Žovkva, Sokal, Rava atd.                                    | Polský klub                                                                   | Rezign. oznám. na schůzi 5. 12. 1882.                                                                                  |
| Fischer Franz                     | HR     | VO     | Rohrbach, Urfahr atd.                                       | konzervativec (Hohenwartův klub) Liechtensteinův klub                         | |
| Fišera Václav                     | ČE     | VO     | Hr. Králové, Jaroměř                                        |                                                                               | Slib slož. 23. 1. 1885.                                                                                                |
| Foltz Karl                        | HR     | M      | Linec, Urfahr, Ottensheim, Gallneukirchen                   | ústavověr. (Klub liberálů, od 1881 Sjedn. levice)                             | |
| Foregger Richard                  | ŠT     | M      | Celje, Mozirje, Rogatec, Brežice, Sl. Konjice, Šoštanj atd. | ústavověr. (Klub pokrok. str., od 1881 Sjedn. levice)                         | |
| Forster Emanuel                   | ČE     | VS     |                                                             | ústavověr. (Klub liberálů, od 1881 Sjedn. levice)                             | |
| Franceschi Giovanni Battista      | IS     | VO     | Poreč, Koper, Pula, Dignano atd.                            | liberál (Klub liberálů, od 1882 Coroniniho klub)                              | |
| Friedmann Alexander               | DR     | VO     | Hernals, Ottakring, Währing, Klosterneuburg                 | ústavověr. (Klub liberálů, od 1881 Sjedn. levice)                             | Zemřel 22. 2. 1882. |
| Fröschel Berthold                 | DR     | VS     |                                                             | konzervativec (Hohenwartův klub) Liechtensteinův klub                         | Zemřel 1882. |
| Fuchs Viktor                      | SA     | VS     |                                                             | konzervativec (Hohenwartův klub) Liechtensteinův klub                         | |
| Fürnkranz Heinrich                | DR     | VO     | Krems, Mautern, Horn atd.                                   | ústavověr.                                                                    | |
| Fürstenberg Arnošt Egon           | MO     | VS     |                                                             | konzervativec                                                                 | |
| Fürth Josef                       | ČE     | OŽK    | Plzeň                                                       | ústavověr. (Klub liberálů, od 1881 Sjedn. levice)                             | |
| Fux Johann                        | MO     | VO     | Znojmo, Dačice, Mikulov atd.                                | ústavověr. (Klub pokrok. str., od 1881 Sjedn. levice)                         | Zemřel 1882. |
| Gabler Vilém                      | ČE     | VO     | Chrudim, Nasavrky, Hlinsko, Pardubice atd.                  |                                                                               | Slib slož. 10. 12. 1880.                                                                                               |
| Gärtner Josef                     | ČE     | VO     | Sedlčany, Milevsko, Benešov atd.                            | Český klub                                                                    | Rezign. oznám. na schůzi 30. 11. 1880.                                                                                 |
| Gentilini Luigi                   | TY     | VO     | Rovoredo, Riva, Tione                                       | ústavověr. n. konzervativec (Hohenwartův klub)                                | Slib slož. 6. 11. 1879.                                                                                                |
| Giovanelli Ignaz                  | TY     | VO     | Schwaz, Kufstein, Kitzbül atd.                              | konzervativec (Hohenwartův klub)                                              | |
| Giovanelli Johann                 | TY     | M /OŽK | Bolzano, Merano, Glurns atd./Bolzano                        | konzervativec (Hohenwartův klub)                                              | |
| Gniewosz-Oleksów Edward           | HA     | VO     | Sanok, Brzozów, Lisko atd.                                  | Polský klub                                                                   | |
| Gödel-Lannoy Hermann              | ŠT     | VO     | Maribor, Slov. Konjice, Slov. Gradec atd.                   | slovin. národní (Hohenwartův klub)                                            | |
| Goëss Zeno Vinzenz                | KO     | VS     |                                                             | ústavověr. (od 1881 Sjedn. levice)                                            | Slib slož. 18. 12. 1880.                                                                                               |
| Gołda Andrzej                     | HA     | VO     | Krakov, Wieliczka atd.                                      |                                                                               | Slib slož. 6. 4. 1880.                                                                                                 |
| Gomperz Julius                    | MO     | OŽK    | Brno                                                        | ústavověr. (Klub liberálů, od 1881 Sjedn. levice)                             | |
| Graf von Gaderthurn Friedrich     | TY     | VO     | Bruneck, Brixen, Lienz, Ampezzo atd.                        | konzervativec (Hohenwartův klub)                                              | Rezign. oznám. na schůzi 4. 12. 1883.                                                                                  |
| Granitsch Georg                   | DR     | VO     | Mistelbach, Feldsberg, Groß-Enzersdorf atd.                 | ústavověr. (Klub liberálů, od 1881 Sjedn. levice)                             | |
| Grasselli Peter                   | KR     | M/OŽK  | Lublaň                                                      | slovinský národní (Hohenwartův klub)                                          | Slib slož. 5. 12. 1882.                                                                                                |
| Grégr Eduard                      | ČE     | VO     | Roudnice, Louny, Mělník atd.                                | Český klub                                                                    | Slib slož. 4. 12. 1883.                                                                                                |
| Grégr Julius                      | ČE     | M      | Slaný, Louny atd.                                           | Český klub (mladoč.)                                                          | |
| Greuter Josef                     | TY     | VO     | Imst, Reutte, Landeck, Schlanders atd.                      | konzervativec (Hohenwartův klub)                                              | |
| Grigorcea Nicolae                 | BU     | VS     | II. volič. sbor                                             | vládní strana                                                                 | Slib slož. 5. 12. 1882.                                                                                                |
| Grocholski Kazimierz              | HA     | VO     | Tarnopol, Zbaraz, Skalat atd.                               | Polský klub                                                                   | |
| Groß Franz Xaver                  | HR     | VS     |                                                             | ústavověr. (Klub liberálů)                                                    | Mandát odepřen na schůzi 10. 5. 1880.                                                                                  |
| Groß Gustav Robert                | ČE     | M      | Jablonec, Hodkovice n. Moh. atd.                            | ústavověr. (Klub liberálů, od 1881 Sjedn. levice)                             | Rezign. oznám. na schůzi 4. 12. 1883.                                                                                  |
| Grünwald Vendelín                 | ČE     | M      | Třeboň, Jindř. Hradec atd.                                  | Český klub (staroč.)                                                          | Rezign. oznám. na schůzi 4. 12. 1883.                                                                                  |
| Gudenau-Mirbach (Vorst) Ernst     | MO     | VS     |                                                             | konzervativec                                                                 | Rezign. oznám. na schůzi 4. 12. 1883.                                                                                  |
| Gudenus Josef                     | DR     | VS     |                                                             | ústavověr.                                                                    | Slib slož. 5. 12. 1882, rezign. oznámena dopisem 14. 4. 1883.                                                          |
| Haardt Friedrich Wilhelm          | DR     | OŽK    | Vídeň                                                       | ústavověr. (od 1881 Sjedn. levice)                                            | Slib slož. 30. 11. 1880.                                                                                               |
| Haase Theodor                     | SL     | M      | Bílsko, Strumeň atd.                                        | ústavověr. (Klub liberálů, od 1881 Sjedn. levice)                             | |
| Hackelberg-Landau Rudolf Adam von | ŠT     | VS     |                                                             | ústavověr. (Klub liberálů, od 1881 Sjedn. levice)                             | |
| Haller von Hallenburg Władysław   | HA     | VS     |                                                             | Polský klub                                                                   | Rezign. oznám. na schůzi 5. 12. 1882.                                                                                  |
| Hallwich Hermann                  | ČE     | M      | Trutnov, Vrchlabí atd.                                      | ústavověr. (Klub pokrok. str., od 1881 Sjedn. levice)                         | |
| Handel Sigmund                    | HR     | VS     |                                                             | ústavověr. (Klub pokrok. str.)                                                | Mandát odepřen na schůzi 10. 5. 1880.                                                                                  |
| Hanisch Julius                    | ČE     | VO     | Litomyšl, Polička, Lanškroun atd.                           |                                                                               | Slib slož. 4. 12. 1884.                                                                                                |
| Harrach Jan Nepomuk               | ČE     | VO     | Hr. Králové, Jaroměř atd.                                   | Český klub (staroč.)                                                          | Rezign. oznám. na schůzi 4. 12. 1884.                                                                                  |
| Hausner Otto                      | HA     | M      | Sambir, Stryj, Drohobyč                                     | Polský klub                                                                   | Zvolen ve dvou obvodech najednou.                                                                                      |
| Havelka Matěj                     | ČE     | M      | Čáslav, Kut. Hora, Chrudim atd.                             |                                                                               | Slib slož. 30. 11. 1880.                                                                                               |
| Hayden Eduard                     | HR     | VS     |                                                             | konzervativec                                                                 | Slib slož. 30. 11. 1880.                                                                                               |
| Heilsberg Josef Alfred            | ŠT     | M      | Bruck, Leoben, Aflenz, Mariazell, Frohnleiten atd.          | ústavověr. (Klub pokrok. str., od 1881 Sjedn. levice)                         | |
| Heller Servác                     | ČE     | M      | Slaný, Louny, Kladno atd.                                   | Český klub                                                                    | Slib slož. 4. 12. 1883.                                                                                                |
| Herbst Eduard                     | ČE     | VO     | Děčín, Rumburk, Cvikov, Šluknov atd.                        | ústavověr. (Klub liberálů, od 1881 Sjedn. levice)                             | |
| Hermann Mihael                    | ŠT     | VO     | Ptuj, Rogaška Slatina, Ljutomer atd.                        | slovin. národní (Hohenwartův klub)                                            | Zemřel 15. 12. 1883.                                                                                                   |
| Herrmann Zacharias                | MO     | M      | Hranice, Lipník atd.                                        | ústavověr. (Klub liberálů, od 1881 Sjedn. levice)                             | |
| Hevera Čeněk                      | ČE     | VO     | Kolín, Poděbrady atd.                                       | Český klub (staroč.)                                                          | |
| Hippoliti Luigi                   | TY     | VO     | Trento, Borgo atd.                                          | ústavověr.                                                                    | Slib slož. 14. 10. 1879.                                                                                               |
| Hirsch Gustav                     | SL     | VS     |                                                             |                                                                               | Slib slož. 15. 1. 1883.                                                                                                |
| Hladík Karel                      | ČE     | M      | Karlín, Vyšehrad atd.                                       |                                                                               | Slib slož. 30. 11. 1880.                                                                                               |
| Hlávka Josef                      | ČE     | M      | Třeboň, Jindř. Hradec atd.                                  | Český klub                                                                    | Slib slož. 4. 12. 1883.                                                                                                |
| Hock Gustav                       | KO     | VO     | St. Veit, Wolfsberg atd.                                    | ústavověr. (Sjedn. levice)                                                    | Slib slož. 5. 12. 1882.                                                                                                |
| Hofer Andreas                     | TY     | VS     | II. volič. sbor                                             | ústavověr. (Klub liberálů, od 1881 Sjedn. levice)                             | Zemřel 1881 |
| Hoffer Karl                       | DR     | M      | Vídeň, I. okres                                             | ústavověr. (Klub pokrok. str.)                                                | |
| Hohenwart Karl                    | KR     | VO     | Kranj, Kamnik, Radovljica atd.                              | konzervativec (Hohenwartův klub)                                              | |
| Hoppen Apolinary                  | HA     | VS     |                                                             | Polský klub                                                                   | Slib slož. 9. 10. 1879.                                                                                                |
| Horodyski Tomasz                  | HA     | VS     |                                                             | Polský klub                                                                   | Zemřel 17. 1. 1885. |
| Horst Julius                      |        |        |                                                             |                                                                               | Rezign. oznám. na schůzi 30. 11. 1880.                                                                                 |
| Hulimka Aleksander                | HA     | VO     | Žovkva, Sokal, Rava atd.                                    |                                                                               | Slib slož. 30. 1. 1883.                                                                                                |
| Hurmuzachi Gheorghe               | BU     | VS     | II. volič. sbor                                             | federalista (Hohenwartův klub)                                                | Zemřel 14. 3. 1882. |
| Hübner Viktor                     | MO     | VO     | Znojmo, Dačice, Mikulov atd.                                | ústavověr. (Sjedn. levice)                                                    | Slib slož. 5. 12. 1882.                                                                                                |
| Chamiec Antoni                    | HA     | VO     | Zališčiki, Borščiv, Horodenka atd.                          | Polský klub                                                                   | |
| Chełmecki Jan                     | HA     | VO     | Nowy Sącz, Limanowa, Nowy Targ atd.                         | Polský klub                                                                   | |
| Chlumecký Johann                  | MO     | M      | Brno                                                        | ústavověr. (od 1881 Sjedn. levice)                                            | Slib slož. 30. 11. 1880.                                                                                               |
| Chrzanowski Leon                  | HA     | VS     |                                                             | Polský klub                                                                   | |
| Isbary Rudolf                     | DR     | OŽK    | Vídeň                                                       | ústavověr. (Klub liberálů)                                                    | Rezign. oznám. na schůzi 30. 11. 1880.                                                                                 |
| Ivanics Gustav                    | DA     | VO     | Zadar, Pag, Rab, Benkovac atd.                              | Coroniniho klub                                                               | |
| Jäkl Anton                        | ČE     | VO     | Liberec, Č. Dub, Jablonec atd.                              | ústavověr. (Klub pokrok. str., od 1881 Sjedn. levice)                         | Slib slož. 30. 11. 1880.                                                                                               |
| Jahn Richard                      | ČE     | M      | Praha (St. Město)                                           | Český klub                                                                    | Slib slož. 5. 12. 1882.                                                                                                |
| Jaksch von Wartenhorst Friedrich  | ČE     | VS     |                                                             | ústavověr. (Klub liberálů, od 1881 Sjedn. levice)                             | |
| Jansa Alois                       | ČE     | M      | Jičín, Sobotka atd.                                         | Český klub (staroč.)                                                          | |
| Jaques Heinrich                   | DR     | M      | Vídeň, I. okres                                             | ústavověr. (Klub pokrok. str., od 1881 Sjedn. levice)                         | |
| Jasiński Józef                    | HA     | VO     | Jasło, Gorlice, Krosno atd.                                 | Polský klub                                                                   | |
| Jaworski Apolinary                | HA     | VS     |                                                             | Polský klub                                                                   | |
| Jeřábek František                 | ČE     | VO     | Ml. Boleslav, Nymburk atd.                                  | Český klub (staroč.)                                                          | Rezign. oznám. na schůzi 4. 12. 1884.                                                                                  |
| Jireček Josef                     | ČE     | M      | Příbram, Bř. Hory atd.                                      | Český klub (staroč.)                                                          | |
| Kaizl Edmund                      | ČE     | M      |                                                             | Český klub (staroč.)                                                          | Rezign. oznám. na schůzi 30. 11. 1880.                                                                                 |
| Kallir Nathan                     | HA     | OŽK    | Brody                                                       | ústavověr. (Klub liberálů, od 1881 Sjedn. levice)                             | |
| Kamiński Ignacy                   | HA     | M      | Stanislavov, Tyśmienica                                     | Polský klub                                                                   | Slib slož. 9. 10. 1879, rezign. dopisem 4. 2. 1883.                                                                    |
| Karlon Alois                      | ŠT     | VO     | Leibnitz, Deutsch-Landsberg atd.                            | konzervativec (Hohenwartův klub) Liechtensteinův klub                         | |
| Kathrein Theodor                  | TY     | VO     | Bruneck, Brixen, Lienz, Ampezzo atd.                        | konzervativec (Hohenwartův klub)                                              | Slib slož. 22. 1. 1884.                                                                                                |
| Keil Franz                        | SA     | M/OŽK  | Salzburg                                                    | ústavověr. (Klub pokrok. str., od 1881 Sjedn. levice)                         | |
| Keschmann                         | BU     | VO     |                                                             | ústavověr.                                                                    | [ 21 ] |
| Kielanowski Tytus                 | HA     | VO     | Brody, Kamionka atd.                                        | Polský klub                                                                   | |
| Kielmannsegg Karl                 | DR     | VS     |                                                             | ústavověr. (Klub liberálů, od 1881 Sjedn. levice)                             | |
| Kindermann Franz                  | ČE     | M      | Šluknov, Haňšpach atd.                                      | ústavověr. (Sjedn. levice)                                                    | Slib slož. 5. 12. 1882.                                                                                                |
| Kinsky Christian                  | DR     | VS     |                                                             | ústavověr. (Klub liberálů, od 1881 Sjedn. levice)                             | |
| Kinský Bedřich Karel              | ČE     | VS     |                                                             | Český klub (státopráv. konzervativec)                                         | |
| Kirschner Josef                   | ČE     | VO     | Česká Lípa, Jablonné, Dubá, Bělá p. Bezdězem atd.           | ústavověr. (Klub pokrok. str.)                                                | |
| Klaić Miho                        | DA     | VO     | Sinj, Imotski, Makarska atd.                                | (Hohenwartův klub)                                                            | |
| Kletečka Emanuel                  | ČE     | M      | Tábor, Pacov atd.                                           | Český klub (staroč.)                                                          | Rezign. oznám. na schůzi 5. 12. 1882.                                                                                  |
| Klier Franz                       | ČE     | M      | Děčín, Podmokly atd.                                        | ústavověr. (Klub pokrok. str., od 1881 Sjedn. levice)                         | Zemřel 14. 11. 1884.                                                                                                   |
| Klimeš Josef                      | ČE     | VO     | Chrudim, Nasavrky, Hlinsko, Pardubice atd.                  | Český klub (staroč.)                                                          | Rezign. oznám. na schůzi 30. 11. 1880.                                                                                 |
| Klinkosch Heinrich                | HR     | M      | Ried, Braunau, Mattighofen, Schärding atd.                  | ústavověr. (Klub pokrok. str., od 1881 Sjedn. levice)                         | |
| Klucki Stanisław                  | HA     | VS     |                                                             | Polský klub                                                                   | Slib slož. 5. 12. 1882.                                                                                                |
| Klun Karel                        | KR     | VO     | Lublaň, Litija, Ribnica atd.                                | slovin. národní (Hohenwartův klub)                                            | |
| Knotz Alfred                      | ČE     | M      | Děčín, Podmokly atd.                                        |                                                                               | Slib slož. 20. 1. 1885.                                                                                                |
| Kochanowski von Stawczan Anton    | BU     | M      | Černovice                                                   | ústavověr. (Klub liberálů)                                                    | |
| Köpel Mathias                     | ČE     | VO     | Krumlov, Kaplice, Jindř. Hradec atd.                        | ústavověr. (Klub liberálů, od 1881 Sjedn. levice)                             | |
| Konopka Henryk                    | HA     | VS     |                                                             | Polský klub                                                                   | Rezignace oznámena dopisem 17. 2. 1880.                                                                                |
| Kopp Josef                        | DR     | M      | Vídeň, VI. okres / I. okres                                 | ústavověr. (Klub pokrok. str., od 1881 Sjedn. levice)                         | Rezignace na mandát za obvod VI. okres na schůzi 29. 4. 1884. 4. 12. 1884 složil slib jako poslanec za I. okres.       |
| Kossowicz Kornel                  | BU     | M      | Suceava, Siret, Rădăuți atd.                                |                                                                               | Slib slož. 30. 11. 1880.                                                                                               |
| Kotz von Dobrz Ferdinand          | ČE     | VS     |                                                             | ústavověr. (Klub liberálů, od 1881 Sjedn. levice)                             | Zemřel 1882. |
| Kovalskyj Vasyl                   | HA     | VO     | Stryj, Mikołajów, Drohobyč atd.                             | rusínský posl. (od 1882 Coroniniho klub)                                      | |
| Kozłowski Zygmunt                 | HA     | VS     |                                                             | Polský klub                                                                   | |
| Krasicki Jan                      | HA     | VO     |                                                             | Polský klub                                                                   | |
| Kraus Victor                      | ŠT     | M      | Hartberg, Feldbach, Fürstenfeld, Weiz, Gleisdorf atd.       | Sjedn. levice                                                                 | Slib slož. 4. 12. 1883.                                                                                                |
| Krejčí Jan                        | ČE     | M      | Slaný, Louny atd.                                           |                                                                               | Slib slož. 24. 2. 1881, rezign. oznámena na schůzi 4. 12. 1883.                                                        |
| Krofta Josef                      | ČE     | M      | Plzeň                                                       | Český klub (staroč.)                                                          | |
| Kronawetter Ferdinand             | DR     | M      | Vídeň, VIII. okres                                          | ústavověr. (Klub pokrok. str., vylouč. listopad 1880)                         | Rezign. oznám. na schůzi 5. 12. 1882.                                                                                  |
| Krzeczunowicz Kornel              | HA     | VO     | Lvov, Grodek, Jaworow atd.                                  | Polský klub                                                                   | Zemřel 21. 1. 1881. |
| Krzysztofowicz Józef              | HA     | VO     | Berežany, Rohatyn, Podhajce atd.                            | Polský klub                                                                   | Rezignace oznámena dopisem 5. 5. 1882.                                                                                 |
| Krzysztofowicz Mikołaj            | HA     | VS     |                                                             | Polský klub                                                                   | |
| Kübeck Max                        | MO     | VS     |                                                             |                                                                               | Slib slož. 22. 1. 1884.                                                                                                |
| Kučera Jan                        | ČE     | VO     | Roudnice, Louny, Mělník atd.                                | Český klub                                                                    | Rezignace na mandát 1. 1. 1880.                                                                                        |
| Kułaczkowski Dionizy              | HA     | VO     | Kałusz, Dolina, Bóbrka atd.                                 | rusínský posl. (od 1882 Coroniniho klub)                                      | |
| Kuranda Ignaz                     | DR     | M      | Vídeň, I. okres                                             | ústavověr. (Klub liberálů, od 1881 Sjedn. levice)                             | Zemřel 3. 4. 1884. |
| Kusý Wolfgang                     | MO     | VO     | Brno, Vyškov atd.                                           | Český klub                                                                    | |
| Kutschera Karl                    | ČE     | VS     |                                                             | ústavověr. (od 1881 Sjedn. levice)                                            | Slib slož. 14. 11. 1881.                                                                                               |
| Kvíčala Jan                       | ČE     | M      | Litomyšl, Polička, Lanškroun atd.                           |                                                                               | Slib slož. 30. 11. 1880, rezign. oznámena na schůzi 4. 12. 1883.                                                       |
| Lax Peter                         | KO     | VO     | Klagenfurt, Völkermarkt atd.                                | ústavověr. (od 1881 Sjedn. levice)                                            | |
| Lazzarini Giacomo                 | IS     | VS     |                                                             | ital. národní n. liberál, Klub liberálů, od 1882 Coroniniho klub              | Rezign. oznámena dopisem 11. 2. 1883.                                                                                  |
| Lenz Alfred                       | DR     | M      | Vídeň, III. okres                                           | ústavověr. (Klub liberálů, od 1881 Sjedn. levice)                             | |
| Lewakowski Karol                  | HA     | M      | Lvov                                                        |                                                                               | Slib slož. 4. 12. 1884.                                                                                                |
| Liebieg Franz von                 | ČE     | M      | Liberec                                                     | ústavověr. (Klub liberálů)                                                    | Rezign. oznám. na schůzi 30. 11. 1880.                                                                                 |
| Liechtenstein Alfred              | ŠT     | VO     | Feldbach, Radkersburg atd.                                  | konzervativec (Hohenwartův klub) Liechtensteinův klub                         | |
| Liechtenstein Aloys               | ŠT     | VO     | Hartberg, Weiz atd.                                         | konzervativec (Hohenwartův klub) Liechtensteinův klub                         | |
| Lienbacher Georg                  | SA     | VO     | Salzburg, Golling atd.                                      | konzervativec (Hohenwartův klub) Liechtensteinův klub                         | [ 46 ] |
| Lobkowicz Ferdinand               | ČE     | VS     |                                                             |                                                                               | Slib slož. 23. 2. 1882.                                                                                                |
| Lobkowicz Jiří Kristián           | ČE     | VO     | Písek, Strakonice atd.                                      | Český klub (státopráv. konzervativec)                                         | Rezign. oznám. na schůzi 22. 1. 1884.                                                                                  |
| Löblich Franz                     | DR     | M      | Vídeň, IX. okres                                            | Klub pokrok. str. (od 1881 Sjedn. levice), demokrat                           | |
| Lohninger Mathias                 | ŠT     | VS     |                                                             | ústavověr. (Klub liberálů, od 1881 Sjedn. levice)                             | Zemřel 1882. |
| Lorenzoni Pietro                  | TY     | VO     | Cles, Fondo atd.                                            | Coroniniho klub                                                               | Slib slož. 18. 12. 1882.                                                                                               |
| Laudon Ernst                      | MO     | VS     |                                                             | ústavověr.                                                                    | |
| Łoziński Władysław                | HA     | M      | Přemyšl, Grodek atd.                                        | Polský klub                                                                   | Slib slož. 4. 12. 1883.                                                                                                |
| Lützow Karl                       | MO     | VS     |                                                             |                                                                               | Zvolen jako náhradník za E. Laudona, po volbě ale rezignoval na mandát.                                                |
| Lustkandl Wenzel                  | DR     | M      | Baden, Mödling, Schwechat atd.                              | ústavověr. (Klub pokrok. str., od 1881 Sjedn. levice)                         | |
| Mackowitz Alois                   | TY     | VS     | II. volič. sbor                                             | ústavověr. (Klub liberálů, od 1881 Sjedn. levice)                             | Slib slož. 9. 10. 1879.                                                                                                |
| Madeyski-Poray Stanisław          | HA     | VO     | Bochnia, Brzesko atd.                                       | Polský klub                                                                   | |
| Magg Julius                       | ŠT     | OŽK    | Štýrský Hradec                                              | ústavověr. (Klub pokrok. str., od 1881 Sjedn. levice)                         | |
| Mannsfeld Hieronymus              | ČE     | VS     |                                                             | ústavověr.                                                                    | Zemřel 29. 7. 1881. |
| Margheri-Comandona Albin          | KR     | M/OŽK  | Novo mesto, Višnja Gora atd./Kraňsko                        | slovin. národní (Hohenwartův klub)                                            | |
| Martusiewicz Józef Kazimierz      | HA     | VO     | Tarnow, Pilzno, Dombrowa atd.                               | Polský klub                                                                   | Zemřel 1881. |
| Mašek Josef Ladislav              | ČE     | VO     | Jičín, N. Paka atd.                                         | Český klub (staroč.)                                                          | Rezign. oznám. na schůzi 20. 1. 1882.                                                                                  |
| Matscheko Michael                 | DR     | M      | Vídeň, IV. okres                                            | ústavověr. (Klub liberálů, od 1881 Sjedn. levice)                             | |
| Mattuš Karel                      | ČE     | M      | Ml. Boleslav, Turnov atd.                                   | Český klub (staroč.)                                                          | |
| Mauthner Max                      | DR     | OŽK    | Vídeň                                                       | ústavověr. (Klub liberálů, od 1881 Sjedn. levice)                             | |
| Meißler Anton                     | ČE     | M      | Litoměřice, Lovosice atd.                                   | ústavověr. (Klub pokrok. str., od 1881 Sjedn. levice)                         | |
| Menger Max                        | SL     | M      | Krnov, Albrechtice, Frývaldov atd.                          | ústavověr. (Klub pokrok. str., od 1881 Sjedn. levice)                         | |
| Mezník Antonín                    | MO     | VO     | Jihlava, Třebíč, Mor. Budějovice atd.                       | Český klub                                                                    | |
| Mieroszowski Stanisław            | HA     | VO/M   | Krakov, Wieliczka atd./Krakov                               | Polský klub                                                                   | Rezign. dopisem 24. 1. 1880. 14. 11. 1881 slož. slib za městskou kurii v Krakově.                                      |
| Mikyška Alois                     | MO     | VO     | Val. Meziříčí, Uh. Brod, Místek atd.                        | Český klub                                                                    | |
| Millevoi Pietro                   | IS     | VS     |                                                             |                                                                               | Slib slož. 11. 4. 1883.                                                                                                |
| Mitrofanowicz Basil               | BU     | VS     | I. volič. sbor                                              |                                                                               | Slib slož. 30. 11. 1880.                                                                                               |
| Monti Lovro                       | DA     | VO     | Šibenik, Berlicca, Knin                                     | chorv. národní (Hohenwartův klub)                                             | Rezign. oznámena dopisem 1. 5. 1882.                                                                                   |
| Moritsch Anton                    | KO     | M      | Villach, Hermagor, Tarvis atd.                              | ústavověr. (Klub liberálů, od 1881 Sjedn. levice)                             | Slib slož. 9. 10. 1879.                                                                                                |
| Moro Leopold                      | KO     | M      | Klagenfurt                                                  | ústavověr. (Klub liberálů, od 1881 Sjedn. levice)                             | |
| Moser Ferdinand                   | HR     | VS     |                                                             | konzervativec Liechtensteinův klub                                            | Slib slož. 30. 11. 1880.                                                                                               |
| Müller Josef                      | ČE     | VS     |                                                             | Český klub (státopráv. konzervativec)                                         | |
| Müller Josef                      | ČE     | VO     | Žatec, Chomutov, Most, Teplice atd.                         | ústavověr. (Klub pokrok. str., od 1881 Sjedn. levice)                         | Zemřel 2. 12. 1883. |
| Nabergoj Ivan                     | TE     | M      | IV. volič. sbor                                             | slovin. národní (Hohenwartův klub)                                            | Slib slož. 14. 10. 1879.                                                                                               |
| Nádherný z Borutína Jan           | ČE     | VS     |                                                             |                                                                               | Slib slož. 19. 5. 1882.                                                                                                |
| Nakić Marko                       | DA     | VO     | Šibenik, Berlicca, Knin                                     | chorvatský národní                                                            | Slib slož. 9. 12. 1882.                                                                                                |
| Nedopil Jakub                     | MO     | VO     | Litovel, Moravská Třebová, Zábřeh atd.                      | Český klub                                                                    | |
| Negrelli Nicola                   | TY     | VO     | Fondo, Cles atd.                                            | konzervativec (Hohenwartův klub)                                              | Rezign. oznám. na schůzi 5. 12. 1882.                                                                                  |
| Neubauer František                | ČE     | VO     | Německý Brod, Polná atd.                                    | Český klub (staroč.)                                                          | Zemřel 1883. |
| Neubauer Jan                      | ČE     | VO     | Jičín, N. Paka atd.                                         | Český klub                                                                    | Slib slož. 5. 12. 1882.                                                                                                |
| Neuber Wilhelm                    | DR     | M      | Vídeň, VI. okres                                            | ústavověr.                                                                    | Slib slož. 4. 12. 1884.                                                                                                |
| Neumann Wenzel                    | ČE     | VO     | Liberec, Český Dub, Jablonec atd.                           | ústavověr. (Klub liberálů)                                                    | Rezign. oznám. na schůzi 30. 11. 1880.                                                                                 |
| Neumayer Mathias                  | SA     | VO     | St. Johann, Tamsweg, Zell am See atd.                       | konzervativec (Hohenwartův klub) Liechtensteinův klub                         | |
| Neußer Franz                      | MO     | VO     | N. Jičín, Hranice, moravské enklávy v Slezsku               | ústavověr. (Klub pokrok. str., od 1881 Sjedn. levice)                         | |
| Neuwirth Josef                    | MO     | OŽK    | Brno                                                        | ústavověr. (Klub pokrok. str., od 1881 Sjedn. levice)                         | |
| Nischelwitzer Oswald              | KO     | VO     | Spital, Hermagor                                            | ústavověr. (Klub liberálů, od 1881 Sjedn. levice)                             | |
| Nitsche Friedrich                 | ČE     | M      | Krumlov, Kaplice atd.                                       | ústavověr. (Klub liberálů, od 1881 Sjedn. levice)                             | |
| Noska Franz                       | HR     | VO     | Gmunden, Kirchdorf atd.                                     | konzervativec (Hohenwartův klub) Liechtensteinův klub                         | |
| Obentraut Adolf                   | ČE     | VO     | Karlovy Vary, Jáchymov atd.                                 | ústavověr. (Klub pokrok. str., od 1881 Sjedn. levice)                         | |
| Oberndorfer Johann                | DR     | VO     | Amstetten, Ybbs, Scheibbs atd.                              | konzervativec (Hohenwartův klub) Liechtensteinův klub                         | |
| Oborski Antoni                    | HA     | VO     | Lancut, Nisko atd.                                          | Polský klub                                                                   | |
| Obratschai Franz                  | SL     | VO     | Těšín, Fryštát, Bílsko atd.                                 | ústavověr. (Klub liberálů)                                                    | |
| Obreza Adolf                      | KR     | VO     | Postojna, Planina atd.                                      | slovin. národní (Hohenwartův klub)                                            | |
| Oelz Josef Anton                  | VO     | VO     | Bregenz, Bregenzerwald atd.                                 | konzervativec (Hohenwartův klub) Liechtensteinův klub                         | |
| Ofenheim von Ponteuxin Victor     | BU     | M      | Suceava, Siret, Rădăuți atd.                                | ústavověr.                                                                    | Rezign. oznámena dopisem 29. 1. 1880                                                                                   |
| Ofner Johann                      | DR     | M      | St. Pölten, Scheibbs, Klosterneuburg atd.                   | ústavověr. (Klub pokrok. str., od 1881 Sjedn. levice)                         | |
| Oliva Alois                       | ČE     | M      | Karlín, Vyšehrad atd.                                       | Český klub(staroč.)                                                           | Rezign. oznám. na schůzi 30. 11. 1880.                                                                                 |
| Onyszkiewicz Mieczysław           | HA     | VS     |                                                             | Polský klub                                                                   | |
| Oppenheimer Ludwig                | ČE     | VS     |                                                             | ústavověr. (Klub liberálů, od 1881 Sjedn. levice)                             | |
| Ottitsch Josef                    | KO     | VO     | St. Veit, Wolfsberg atd.                                    | konzervativec (od 1881 Sjedn. levice)                                         | Rezign. dopisem 2. 5. 1882.                                                                                            |
| Ozarkevyč Ivan                    | HA     | VO     | Kolomyja, Kosiv, Sňatyn atd.                                | rusínský posl.                                                                | |
| Pacher von Theinburg Gustav       | KO     | OŽK    | Klagenfurt                                                  | ústavověr. (Klub pokrok. str., od 1881 Sjedn. levice)                         | |
| Pajer de Monriva Luigi            | GG     | VS     |                                                             | vládní posl. n. liberál (Klub liberálů), od 1882 Coroniniho klub              | |
| Panowsky Karl                     | MO     | M      | Znojmo, Dačice atd.                                         | ústavověr. (Klub pokrok. str., od 1881 Sjedn. levice)                         | |
| Pauer Johann Paul                 | ŠT     | VS     |                                                             | ústavověr. (Klub liberálů, od 1881 Sjedn. levice)                             | |
| Peez Alexander                    | ČE     | OŽK    | Liberec                                                     | ústavověr. (Klub pokrok. str., od 1881 Sjedn. levice)                         | |
| Pęgowski Władysław                | HA     | VS     |                                                             |                                                                               | Slib slož. 16. 4. 1880, zemřel 1881.                                                                                   |
| Penk Václav                       | ČE     | VO     | Sedlčany, Milevsko, Benešov atd.                            |                                                                               | Slib slož. 30. 11. 1880.                                                                                               |
| Pfeifer Franz                     | ČE     | VS     |                                                             | státopráv. konzervativec n. ústavověr. (Klub liberálů, od 1881 Sjedn. levice) | |
| Pfeifer Viljem                    | KR     | VO     | Novo mesto, Krško, Črnomelj atd.                            | slovin. národní (Hohenwartův klub)                                            | |
| Pfeill-Scharffenstein Alfred      | ČE     | VS     |                                                             | Český klub (státopráv. konzervativec)                                         | Rezign. oznám. na schůzi 22. 1. 1884.                                                                                  |
| Pflügl Albert                     | HR     | VO     | Wels, Vöcklabruck atd.                                      | konzervativec (Hohenwartův klub) Liechtensteinův klub                         | |
| Pino v. Friedenthal Felix         | BU     | VO     | Suceava, Rădăuți atd.                                       |                                                                               | Složil slib 5. 12. 1882.                                                                                               |
| Pirko Karl                        | DR     | VO     | St. Pölten, Mölk, Lilienfeld, Tulln atd.                    | ústavověr. (Klub liberálů, od 1881 Sjedn. levice)                             | |
| Pirquet Peter                     | DR     | VS     |                                                             | ústavověr. (Klub liberálů, od 1881 Sjedn. levice)                             | |
| Pitey Michael                     | BU     | VO     | Suceava, Rădăuți atd.                                       |                                                                               | Slib slož. 30. 11. 1880, rezignace oznámena na schůzi 5. 12. 1882.                                                     |
| Plass Johann                      | HR     | VO     | Linec, Steyr atd.                                           | konzervativec Liechtensteinův klub                                            | Slib slož. 14. 11. 1881.                                                                                               |
| Platzer Vilém                     | ČE     | VO     | Budějovice, Třeboň atd.                                     | Český klub (staroč.)                                                          | |
| Plener Ernst                      | ČE     | OŽK    | Cheb                                                        | ústavověr. (Klub liberálů, od 1881 Sjedn. levice)                             | |
| Pöck Josef                        | DR     | M      | Wiener Neustadt, Neunkirchen atd.                           | ústavověr. (Klub pokrok. str., od 1881 Sjedn. levice)                         | |
| Poklukar Josip                    | KR     | M/OŽK  | Postojna, Idrija atd. /Kraňsko                              | slovin. národní (Hohenwartův klub)                                            | |
| Polak Otto                        | ČE     | M      | Falknov, Loket atd.                                         |                                                                               | |
| Portheim Eduard                   | ČE     | OŽK    | Praha                                                       | ústavověr. (od 1881 Sjedn. levice)                                            | Slib slož. 30. 11. 1880.                                                                                               |
| Portugall Ferdinand               | ŠT     | M      | Štýrský Hradec, předměstí                                   | ústavověr. (Klub pokrok. str., od 1881 Sjedn. levice)                         | |
| Posch Alois                       | ŠT     | VO     | Bruck, Leoben atd.                                          | ústavověr. (od 1881 Sjedn. levice)                                            | |
| Posselt Kajetan                   | ČE     | VS     |                                                             | ústavověr. (Klub liberálů, od 1881 Sjedn. levice)                             | Slib slož. 9. 10. 1879.                                                                                                |
| Potocki Roman                     | HA     | VO     | Berežany, Rohatyn, Podhajce atd.                            | Polský klub                                                                   | Slib slož. 5. 12. 1882.                                                                                                |
| Práchenský Josef Stanislav        | ČE     | M      | Jičín, Sobotka atd.                                         | Český klub (staroč.)                                                          | Rezign. oznám. na schůzi 5. 12. 1882.                                                                                  |
| Pražák Alois                      | MO     | VO     | Boskovice, Tišnov, N. Město atd.                            | Český klub                                                                    | [ 54 ] |
| Pretis de Cagnodo Sisinio         | ČE     | VS     |                                                             | ústavověr.                                                                    | Slib slož. 21. 11. 1879, rezign. oznámena na schůzi 17. 3. 1882.                                                       |
| Promber Adolf                     | MO     | M      | Kroměříž, Uh. Hradiště atd.                                 | ústavověr. (Klub pokrok. str.), od 1881 Sjedn. levice)                        | |
| Proskowetz Emanuel                | MO     | OŽK    | Olomouc                                                     | ústavověr. (Klub pokrok. str., od 1881 Sjedn. levice)                         | |
| Pucić (Pozza) Rafo                | DA     | VO     | Dubrovník, Korčula atd.                                     | chorv. národní (Hohenwartův klub)                                             | Slib slož. 14. 10. 1879.                                                                                               |
| Puzyna Julian                     | HA     | VO     | Stanislavov, Bohorodčany atd.                               | Polský klub                                                                   | |
| Raab Eduard                       | DR     | VS     |                                                             | ústavověr. (Klub liberálů, od 1881 Sjedn. levice)                             | |
| Rabl Josef                        | TE     | M      | II. a III. volič. sbor                                      | ústavověr. (Klub liberálů)                                                    | Rezign. oznám. na schůzi 20. 1. 1882.                                                                                  |
| Raczyński Klemens                 | HA     | OŽK    | Lvov                                                        |                                                                               | Slib slož. 30. 11. 1880.                                                                                               |
| Raič Božidar                      | ŠT     | VO     | Ptuj, Rogatec, Ljutomer atd.                                |                                                                               | Slib slož. 8. 2. 1884.                                                                                                 |
| Rapoport von Porada Arnold        | HA     | OŽK    | Krakov                                                      | Polský klub                                                                   | |
| Rayski Tomasz                     | HA     | VS     |                                                             |                                                                               | Slib slož. 14. 3. 1881, zemřel 1885.                                                                                   |
| Rechbauer Karl                    | ŠT     | M      | Štýrský Hradec                                              | ústavověr. (Klub pokrok. str., od 1881 Sjedn. levice)                         | |
| Rendić-Miočević Dujam             | DA     | M/OŽK  | Split                                                       | chorv. národní (Hohenwartův klub)                                             | |
| Reschauer Heinrich                | ČE     | M      | Falknov, Loket atd.                                         | ústavověr. (Klub pokrok. str., od 1881 Sjedn. levice)                         | Rezignace oznámena dopisem 7. 5. 1884, 4. 12. 1884 opět složil slib za týž obvod.                                      |
| Richter Franz                     | ČE     | M      | Šluknov, Haňšpach atd.                                      | ústavověr. (Klub liberálů)                                                    | Rezign. oznám. na schůzi 5. 12. 1882.                                                                                  |
| Richter Franz                     | DR     | M      | Korneuburg, Stockerau, Zistersdorf atd.                     |                                                                               | Slib slož. 19. 4. 1883.                                                                                                |
| Rieger František Ladislav         | ČE     | M      | Praha, N. Město                                             | Český klub (staroč.)                                                          | |
| Ritter Valerius                   | KO     | M      | St. Veit, Friesach, Wolfsberg, Völkermarkt atd.             | ústavověr. (Klub liberálů, od 1881 Sjedn. levice)                             | |
| Rittner Edward                    | HA     | M      | Přemyšl, Grodek atd.                                        |                                                                               | Slib slož. 30. 11. 1880, rezign. oznámena na schůzi 4. 12. 1883.                                                       |
| Rohrmann Moritz                   | SL     | VS     |                                                             | ústavověr. (od 1881 Sjedn. levice)                                            | Rezign. v prosinci 1882.                                                                                               |
| Romaszkan Jakub                   | HA     | VS     |                                                             |                                                                               | Slib slož. 4. 12. 1884.                                                                                                |
| Roser Franz Moritz                | ČE     | VO     | Trutnov, Vrchlabí atd.                                      | ústavověr. (Klub pokrok. str., od 1881 Sjedn. levice)                         | |
| Roth Karel                        | ČE     | M      | Čáslav, Kutná Hora, Chrudim atd.                            | Český klub (staroč.)                                                          | Rezign. oznám. na schůzi 30. 11. 1880.                                                                                 |
| Ruczka Ludwik                     | HA     | VS     |                                                             | Polský klub                                                                   | |
| Ruf Anton                         | DR     | VO     | Korneuburg, Ober-Hollabrunn atd.                            | konzervativec (Hohenwartův klub) Liechtensteinův klub                         | |
| Russ Victor Wilhelm               | ČE     | M      | Karlovy Vary, Jáchymov atd.                                 | ústavověr. (Klub liberálů, od 1881 Sjedn. levice)                             | |
| Rydzowski Andrzej                 | HA     | M      | Krakov                                                      | Polský klub                                                                   | Zemřel 1881. |
| Salm-Reifferscheidt-Raitz Hugo    | MO     | VS     |                                                             | konzervativec n. ústavověr.                                                   | |
| Salm-Reifferscheid Louis          | ČE     | VS     |                                                             | ústavověr. (od 1881 Sjedn. levice)                                            | |
| Salm-Reifferscheid Siegfried      | ČE     | VS     |                                                             |                                                                               | Slib slož. 22. 1. 1884.                                                                                                |
| Samec Vojtěch                     | ČE     | M      | Litomyšl, Polička, Lanškroun atd.                           | Český klub                                                                    | Slib slož. 4. 12. 1883. 4. 3. 1885 zbaven mandátu pro slabomyslnost.                                                   |
| Sax Emil                          | SL     | M /OŽK | Opava                                                       | ústavověr. (Klub liberálů)                                                    | |
| Schäffer Christian                | ČE     | VS     |                                                             | ústavověr. n. Český klub (státopráv. konzervativec)                           | |
| Scharschmid von Adlertreu Max     | ČE     | VS     |                                                             | ústavověr. (Klub liberálů, od 1881 Sjedn. levice)                             | |
| Schaup Wilhelm                    | HR     | OŽK    | Linec                                                       | ústavověr. (Klub pokrok. str., od 1881 Sjedn. levice)                         | Rezign. oznám. na schůzi 18. 3. 1884, 8. 5. 1884 po novém zvolení opět složil slib.                                    |
| Schier Josef                      | ČE     | OŽK/M  | Budějovice/Budějovice                                       | ústavověr. (Klub liberálů, od 1881 Sjedn. levice)                             | Rezign. oznám. na schůzi 4. 12. 1884, téhož dne slož. slib za Budějovice v kurii měst.                                 |
| Schindler Karel                   | ČE     | VO     | Čáslav, Kutná Hora atd.                                     |                                                                               | Slib slož. 14. 11. 1881.                                                                                               |
| Schmidbauer Josef                 | ŠT     | VO     | Štýrský Hradec, Voitsberg atd.                              | konzervativec (Hohenwartův klub) Liechtensteinův klub                         | |
| Schmiderer Josef                  | ŠT     | M      | Maribor, Slovenska Bistrica atd.                            | ústavověr. (Klub pokrok. str., od 1881 Sjedn. levice)                         | Slib slož. 30. 11. 1880.                                                                                               |
| Schmidt Anton                     | MO     | VO     | Olomouc, Šternberk, Šumperk atd.                            | ústavověr. (Klub pokrok. str.)                                                | |
| Schmuk Rudolf                     | SL     | VO     | Opava, Bílovec bez moravských enkláv atd.                   | ústavověr. (od 1881 Sjedn. levice)                                            | |
| Schneid von Treuenfeld Josef      | KR     | M/OŽK  | Lublaň                                                      | slovin. národní (Hohenwartův klub)                                            | Rezign. oznám. na schůzi 5. 12. 1882.                                                                                  |
| Schöffel Josef                    | DR     | VO     | Hietzing, Bruck, Schwechat atd.                             | ústavověr. (Klub pokrok. str.)                                                | |
| Schönerer Georg                   | DR     | VO     | Zwettl, Waidhofen an der Thaya, Dobersberg atd.             | ústavověr.                                                                    | |
| Schreiber Simon                   | HA     | M      | Kolomyja, Sňatyn, Bučač atd.                                | Polský klub                                                                   | Zemřel 25. 3. 1883. |
| Schwab Adolf                      | ČE     | OŽK    | Praha                                                       | ústavověr. (Klub liberálů, od 1881 Sjedn. levice)                             | |
| Schwarzenberg Adolf Josef         | ČE     | VO     | Prachatice, Sušice, H. Planá atd.                           | Český klub (státopráv. konzervativec)                                         | |
| Schwegel Josef                    | KR     | VS     |                                                             | ústavověr. (Klub liberálů), od 1882 Coroniniho klub                           | |
| Siegl Eduard                      | SL     | VO     | Bruntál, Frývaldov atd.                                     | ústavověr. (Klub pokrok. str., od 1881 Sjedn. levice)                         | |
| Siegmund Franz                    | ČE     | OŽK    | Liberec                                                     | ústavověr. (Klub liberálů, od 1881 Sjedn. levice)                             | Rezign. oznám. na schůzi 4. 12. 1883.                                                                                  |
| Skarszewski-Żuk Faustyn           | HA     | VS     |                                                             | Polský klub                                                                   | |
| Skene Alfred                      | MO     | M      | N. Jičín, Štramberk atd.                                    | ústavověr. (Klub pokrok. str., od 1881 Sjedn. levice)                         | |
| Skopalík František                | MO     | VO     | Kroměříž, Přerov, Prostějov atd.                            | Český klub                                                                    | |
| Skrzyński Ludwik                  | HA     | VS     |                                                             | Polský klub                                                                   | Slib slož. 18. 11. 1879.                                                                                               |
| Sladkovský Karel                  | ČE     | VO     |                                                             | Český klub (mladoč.)                                                          | |
| Smarzewski Seweryn Walenty        | HA     | VS     |                                                             | Polský klub                                                                   | |
| Smolka Jan Franciszek             | HA     | M      | Lvov                                                        | Polský klub                                                                   | |
| Sochor von Friedrichsthal Eduard  | HA     | M      | Brody, Zoločiv atd.                                         | vládní posl.                                                                  | |
| Spaun Max                         | HR     | M      | Freistadt, Perg, Rohrbach, Enns atd.                        | ústavověr. (Klub pokrok. str., od 1881 Sjedn. levice)                         | |
| Spens-Booden Emanuel              | SL     | VS     |                                                             | ústavověr. (Klub liberálů, od 1881 Sjedn. levice)                             | |
| Spławiński Jan                    | HA     | M      | Tarnow, Bochina atd.                                        | Polský klub                                                                   | |
| Sprung Franz                      | ŠT     | M      | Judenburg, Neumarkt, Murau, Liezen, Gröbming atd.           | ústavověr. (Sjedn. levice)                                                    | Slib slož. 5. 12. 1882.                                                                                                |
| Stadnicki Jan                     | HA     | VO     | Tarnow, Pilzno, Dombrowa atd.                               |                                                                               | Slib slož. 20. 1. 1882.                                                                                                |
| Stangler Josef                    | ČE     | VS     |                                                             | Český klub (státopráv. konzervativec)                                         | |
| Starzeński August                 | HA     | VS     |                                                             | Polský klub                                                                   | |
| Starzyński Stanisław              | HA     | VS     |                                                             |                                                                               | Slib slož. 4. 12. 1884.                                                                                                |
| Steidl Antonín                    | ČE     | VO     | Plzeň, Kralovice atd.                                       |                                                                               | Slib slož. 30. 11. 1880.                                                                                               |
| Steiner Anton                     | ČE     | VO     | Žatec, Chomutov, Most, Teplice atd.                         |                                                                               | Slib slož. 22. 1. 1884.                                                                                                |
| Sternbach Ferdinand               | TY     | VO     | Innsbruck, Sterzing atd.                                    | konzervativec (Hohenwartův klub)                                              | |
| Steudel Johann Heinrich           | DR     | M      | Vídeň, V. okres                                             | ústavověr. (Klub pokrok. str.)                                                | |
| Stibitz Josef                     | ČE     | VO     | Litoměřice, Štětí, Ústí atd.                                | ústavověr. (Klub pokrok. str., od 1881 Sjedn. levice)                         | |
| Stockau Georg von                 | MO     | VS     |                                                             | ústavověr., od 1882 Coroniniho klub                                           | |
| Stöhr Anton                       | ČE     | M      | Stříbro, Kladruby atd.                                      | ústavověr. (Klub liberálů, od 1881 Sjedn. levice)                             | |
| Stourzh Franz                     | DR     | M      | Vídeň, VIII. okres                                          | ústavověr. (Sjedn. levice)                                                    | Slib slož. 5. 12. 1882.                                                                                                |
| van der Strass Karl               | MO     | M      | Brno                                                        | ústavověr. (Klub pokrok. str.)                                                | Zemřel 29. 5. 1880. |
| Streer von Streeruwitz Adolf      | ČE     | VO     | Stříbro, Horšovský Týn, Přimda atd.                         | ústavověr. (Klub liberálů, od 1881 Sjedn. levice)                             | |
| Stremayr Karl                     |        |        |                                                             |                                                                               | Rezign. oznám. na schůzi 30. 11. 1880.                                                                                 |
| Sturm Eduard                      | MO     | M      | Jihlava, Třebíč atd.                                        | ústavověr. (Klub pokrok. str., od 1881 Sjedn. levice)                         | |
| Styrczea Viktor                   | BU     | VS     | II. volič. sbor                                             | federalista (Hohenwartův klub)                                                | |
| Suda Jan                          | ČE     | M      | Písek, Domažlice atd.                                       | Český klub (mladoč. n. staroč.)                                               | |
| Sueß Eduard                       | DR     | M      | Vídeň, II. okres                                            | ústavověr. (Klub liberálů, od 1881 Sjedn. levice)                             | |
| Sueß Friedrich                    | DR     | VO     | Sechshaus atd.                                              | ústavověr. (Klub liberálů, od 1881 Sjedn. levice)                             | |
| Suttner Gustav                    | DR     | VS     |                                                             | ústavověr. (Klub liberálů, od 1881 Sjedn. levice)                             | |
| Šrom František Alois              | MO     | VO     | Val. Meziříčí, Uh. Brod, Místek atd.                        | Český klub                                                                    | |
| Šulc Václav                       | ČE     | VO     | Příbram, Hořovice atd.                                      | Český klub                                                                    | Slib slož. 4. 12. 1883.                                                                                                |
| Šupuk Ante                        | DA     | M/OŽK  | Zadar                                                       | (Hohenwartův klub)                                                            | |
| Talíř Matouš                      | ČE     | M      | Kolín, Poděbrady atd.                                       |                                                                               | Slib slož. 30. 11. 1880.                                                                                               |
| Tarnowski Jan                     | HA     | VO     | Ropczyce, Miekec, Tarnobrzeg atd.                           | Polský klub                                                                   | |
| Taufferer Benno                   | KR     | VS     |                                                             | ústavověr. (Klub liberálů, od 1881 Sjedn. levice)                             | |
| Tausche Anton                     | ČE     | VO     | Cheb, Aš, Kraslice atd.                                     | ústavověr. (Klub pokrok. str., od 1881 Sjedn. levice)                         | |
| Terlago Robert                    | TY     | VS     | II. volič. sbor                                             | ústavověr. (Klub liberálů, od 1881 Sjedn. levice)                             | |
| Teuschl Josef                     | TE     | OŽK    | TE                                                          | ústavověr. (Klub liberálů, od 1881 Sjedn. levice)                             | Rezign. oznám. na schůzi 20. 1. 1882.                                                                                  |
| Thun-Hohenstein Franz             | ČE     | VS     |                                                             | Český klub (státopráv. konzervativec)                                         | Rezign. oznám. na schůzi 20. 1. 1882.                                                                                  |
| Thurnher Johann                   | VO     | VO     | Feldkirch, Bludenz atd.                                     | konzervativec (Hohenwartův klub)                                              | |
| Tilšer František                  | ČE     | VO     | Karlín, Brandýs atd.                                        | Český klub (mladoč.)                                                          | |
| Tomaszczuk Constantin             | BU     | VO     | Černovice, Storožynec, Siret atd.                           | ústavověr. (Klub liberálů, od 1881 Sjedn. levice)                             | |
| Tonkli Josip                      | GG     | VO     | Gorice, Tolmin, Sežana atd.                                 |                                                                               | Slib slož. 30. 11. 1880.                                                                                               |
| Tonner Emanuel                    | ČE     | VO     | Roudnice, Louny, Mělník atd.                                |                                                                               | Slib slož. 5. 3. 1880, 13. 12. 1883 převzal mandát v obvodu Německý Brod atd.                                          |
| Towarnicki Ambroży                | HA     | M      | Rzeszow, Jarosław                                           | Polský klub                                                                   | Zemřel 1884. |
| Trojan Alois Pravoslav            | ČE     | VO     | Smíchov, Zbraslav, Unhošť atd.                              | Český klub (mladoč.)                                                          | |
| Tyszkiewicz Zdzisław              | HA     | VO     | Rzeszów, Kolbuszowa atd.                                    | Polský klub                                                                   | |
| Tyszkowski Antoni                 | HA     | VO     | Přemyšl, Bircza atd.                                        |                                                                               | Slib slož. 25. 4. 1882.                                                                                                |
| Tyszkowski Józef                  | HA     | VO     | Přemyšl, Bircza atd.                                        | Polský klub                                                                   | Zemřel 2. 2. 1882. |
| Urbanek Johann                    | ČE     | VO     | Litomyšl, Polička, Lanškroun atd.                           | ústavověr. (Klub pokrok. str., od 1881 Sjedn. levice)                         | Zemřel 19. 4. 1884. |
| Valussi Eugenio Carlo             | GG     | VO     | Gradiška, Cormòns, Cervignano, Monfalcone atd.              | konzervativec (Hohenwartův klub)                                              | |
| Vašatý Jan                        | ČE     | VO     | Písek, Strakonice atd.                                      | Český klub (staroč.)                                                          | |
| Veselý Hubert                     | ČE     | M      | Kolín, Poděbrady atd.                                       | Český klub (staroč.)                                                          | Rezign. oznám. na schůzi 30. 11. 1880.                                                                                 |
| Vetter von der Lilie Felix        | MO     | VS     |                                                             | konzervativec n. ústavověr.                                                   | |
| Vidulich Francesco                | IS     | M /OŽK | Poreč, Koper, Piran atd./Rovinj                             | ústavověr. (Klub liberálů), od 1882 Coroniniho klub                           | |
| Vielguth Hermann                  | HR     | M      | Linec, Urfahr, Ottensheim, Gallneukirchen                   |                                                                               | Slib slož. 15. 1. 1883.                                                                                                |
| Virtalic                          | Istrie | OŽK    |                                                             | liberál                                                                       | [ 63 ] |
| Vitezić Dinko                     | IS     | VO     | Pazin, Volosko, Cres, Krk, Lošinj atd.                      | chorv. národní n. konzervativec, Hohenwartův klub, od 1882 Coroniniho klub    | |
| Vojnović Đorđe                    | DA     | VO     | Kotor, Risan, Budva atd.                                    | chorv. národní (Hohenwartův klub)                                             | |
| Vorel Ludvík                      | ČE     | VO     | Příbram, Hořovice atd.                                      |                                                                               | Slib slož. 30. 11. 1880, rezign. oznámena na schůzi 4. 12. 1883.                                                       |
| Vošnjak Josip                     | ŠT     | VO     | Celje, Brežice atd.                                         | slovin. národní (Hohenwartův klub)                                            | |
| Vucetich Giovanni de Bielitz      | TE     | OŽK    | TE                                                          |                                                                               | Slib slož. 10. 2. 1882.                                                                                                |
| Wagner Heinrich                   | BU     | OŽK    | Černovice                                                   | ústavověr. (Klub liberálů, od 1881 Sjedn. levice)                             | |
| Waibel Johann Georg               | VO     | M/OŽK  | Bregenz, Feldkirch, Bludenz, Dornbirn, atd./Feldkirch       | ústavověr. (Klub liberálů)                                                    | |
| Waldert Anton                     | ČE     | VO     | Planá, Teplá, Tachov atd.                                   | ústavověr. (Klub liberálů)                                                    | |
| Walterskirchen Robert             | ŠT     | M      | Judenburg, Neumarkt, Murau, Liezen, Gröbming atd.           | ústavověr. (od 1881 Sjedn. levice)                                            | Slib slož. 14. 10. 1879, rezign. dopisem 20. 3. 1882, 6. 5. 1882 po zvolení opět slož. slib a 5. 12. 1882 opět rezign. |
| Weber František                   | MO     | VO     | Hustopeče, Kyjov atd.                                       | Český klub                                                                    | |
| Weeber August                     | MO     | M      | Olomouc, Prostějov, Brodek atd.                             | ústavověr. (Klub liberálů, od 1881 Sjedn. levice)                             | |
| Wegscheider Johann                | SA     | M      | St. Johann, Werfen, Radstadt atd.                           | ústavověr. (Klub pokrok. str., od 1881 Sjedn. levice)                         | |
| Weigel Ferdynand                  | HA     | M      | Krakov                                                      | Polský klub                                                                   | Rezign. oznám. na schůzi 14. 11. 1881.                                                                                 |
| Weiß Adolf                        | ČE     | VS     |                                                             | ústavověr. (Klub liberálů, od 1881 Sjedn. levice)                             | |
| Weitlof Moritz                    | DR     | M      | Vídeň, I. okres                                             | ústavověr. (od 1881 Sjedn. levice)                                            | Slib slož. 28. 4. 1881.                                                                                                |
| Wickhoff Franz                    | HR     | VO     | Schärding, Eferding atd.                                    | ústavověr. (Klub liberálů, od 1881 Sjedn. levice)                             | |
| Wiedersperg Gustav                | ČE     | VO     | Tábor, Soběslav atd.                                        | Český klub (staroč.)                                                          | |
| Wiesenburg Adolf                  | DR     | M      | Vídeň, VII. okres                                           | ústavověr. (Klub pokrok. str., od 1881 Sjedn. levice)                         | |
| Wieser Josef                      | TY     | VS     | I. volič. sbor                                              | konzervativec (Hohenwartův klub)                                              | |
| Wildauer von Wildhausen Tobias    | TY     | M      | Innsbruck, Hall atd.                                        | ústavověr. (Klub liberálů, od 1881 Sjedn. levice)                             | |
| Windisch-Grätz Ernst              | KR     | VO     | Kočevje, Trebnje, Radeče atd.                               | konzervativec (Hohenwartův klub)                                              | Slib slož. 15. 1. 1880.                                                                                                |
| Winkler Andrej                    | GG     | VO     | Gorice, Tolmin, Sežana atd.                                 | ústavověr. n. konzervativec (Hohenwartův klub)                                | Rezign. oznám. na schůzi 30. 11. 1880.                                                                                 |
| Winterholler Gustav               | MO     | M      | Brno                                                        |                                                                               | Slib slož. 23. 1. 1883.                                                                                                |
| Wittmann Paul                     | TE     | M      | I. volič. sbor (Klub liberálů, od 1882 Coroniniho klub)     | vládní posl. n. liberál                                                       | |
| Wolański Erazm                    | HA     | VO     | Terebovlja, Husjatyn atd.                                   | Polský klub                                                                   | |
| Wolański Mikołaj                  | HA     | VO     | Bučač, Čortkiv atd.                                         | Polský klub                                                                   | [ 65 ] |
| Wolfrum Karl                      | ČE     | M      | Ústí, Chabařovice atd.                                      | ústavověr. (Klub liberálů, od 1881 Sjedn. levice)                             | |
| Wolkenstein-Rodenegg Arthur       | TY     | VS     | II. volič. sbor                                             | ústavověr. (od 1881 Sjedn. levice)                                            | Slib slož. 18. 11. 1881.                                                                                               |
| Wolkenstein-Trostburg Leopold     | ČE     | VS     |                                                             | ústavověr. (Klub pokrok. str., od 1881 Sjedn. levice)                         | |
| Wolski Ludwik                     | HA     | M      | Lvov                                                        | Polský klub                                                                   | Rezign. oznámena dopisem 4. 2. 1883                                                                                    |
| Wrann Bartholomäus                | KO     | VO     | Villach, Ferlach atd.                                       | ústavověr. (Klub liberálů, od 1881 Sjedn. levice)                             | |
| Wünsche Josef                     | ČE     | M      | Rumburk, Krásná Lípa atd.                                   | ústavověr. (Klub liberálů, od 1881 Sjedn. levice)                             | |
| Wurm Ignác                        | MO     | M      | Holešov, Bystřice p. Host. atd.                             | Český klub                                                                    | |
| Wurmbrand Gundaker                | ŠT     | OŽK    | Štýrský Hradec                                              | ústavověr. (od 1881 Sjedn. levice)                                            | |
| Zachariewicz-Lwigród Julian       | HA     | M      | Lvov                                                        |                                                                               | Slib slož. 13. 4. 1883, rezignace oznámena na schůzi 3. 4. 1884.                                                       |
| Zallinger-Stillendorf Franz       | TY     | VO     | Bolzano, Merano atd.                                        | konzervativec (Hohenwartův klub) Liechtensteinův klub                         | |
| Zamoyski Jan                      | HA     | VO     | Sambor, Staremiasto, Turka atd.                             | Polský klub                                                                   | |
| Zapałowicz Ignacy                 | HA     | VO     | Wadowice, Myslenice atd.                                    | Polský klub                                                                   | Slib slož. 4. 12. 1883.                                                                                                |
| Zatorski Maksymilian              | HA     | M      | Krakov                                                      |                                                                               | Slib slož. 11. 3. 1881.                                                                                                |
| Zborowski Ignacy                  | HA     | VO     | Zoločiv, Peremyšjany atd.                                   | Polský klub                                                                   | |
| Zedtwitz Karl Moritz              | ČE     | VS     |                                                             | ústavověr. (Klub liberálů, od 1881 Sjedn. levice)                             | |
| Zehetmayr Johann                  | HR     | VO     | Schärding, Eferding atd.                                    | konzervativec (Hohenwartův klub) Liechtensteinův klub                         | |
| Zeilberger Johann                 | HR     | VO     | Linec, Steyr atd.                                           | konzervativec (Hohenwartův klub)                                              | Zemřel 1881. |
| Zeithammer Antonín Otakar         | ČE     | M      | Hr. Králové, Náchod, N. Město atd.                          | Český klub(staroč.)                                                           | |
| Ziemiałkowski Florian             | HA     | VO     | Biała, Żywiec atd.                                          | Polský klub                                                                   | [ 36 ] |
| Zotta Ioan                        | BU     | VO     | Vyžnycja, Kicmaň atd.                                       | federalista (Hohenwartův klub)                                                | |
| Zschock Ludwig                    | ŠT     | OŽK    | Leoben                                                      | ústavověr. (od 1881 Sjedn. levice)                                            | |
| Žák Jan                           | ČE     | M      | Pardubice, Holice atd.                                      | Český klub (staroč.)                                                          | |